# Jane's Addiction (album)
Jane's Addiction è il primo album del gruppo alternative rock Jane's Addiction, pubblicato nel 1987 dalla Triple X Records per la Warner Bros. È stato registrato live al Roxy e al The Edge di Los Angeles, missato ai Music Grinder Studios e prodotto dai Jane's Addiction. Le tracce 3 e 7 verranno ripubblicate in versione da studio nel primo album di studio del gruppo, Nothing's Shocking del 1988.
L'album contiene due cover: Rock & Roll, dei Velvet Underground, e Sympathy for the Devil dei Rolling Stones, qui rititolata Sympathy.

## Tracce
1. Trip Away
2. Whores
3. Pigs in Zen
4. 1%
5. I Would for You
6. My Time
7. Jane Says
8. Rock & Roll (Lou Reed)
9. Sympathy (Keith Richards, Mick Jagger)
10. Chip Away

- Tutte le tracce scritte dai Jane's Addiction, eccetto dove indicato.

## Formazione
- Perry Farrell - voce
- Dave Navarro - chitarra
- Eric Avery - basso
- Stephen Perkins - batteria